# جون كاو
جون كاو (بالإنجليزية: John Kao) هو كاتب أمريكي، ولد في 1950.